# 해리 나이퀴스트
해리 나이퀴스트(영어: Harry Nyquist IPA: [ˈhæri ˈnaɪkwɪst], 스웨덴어: Harry Theodor Nyqvist 하뤼 테오도르 뉘크비스트[*], IPA: [nʏːkvɪst], 1889–1976)는 스웨덴 태생의 전자공학자이다. 통신이론에 획기적인 공헌을 하였다.

## 생애
1889년에 스웨덴 베름란드주 닐스뷔(스웨덴어: Nilsby)에서 태어났다. 아버지는 라르스 욘손 뉘크비스트(스웨덴어: Lars Jonsson Nyqvist)였고, 어머니는 카트리나 에릭스도테르(스웨덴어: Katrina Eriksdotter)였으며, 총 7자녀 가운데 하나였다.
1907년에 미국으로 이민하였고, 1912년에 노스다코타 대학교에 입학하였다. 노스다코타 대학교에서 1914년에 전기공학 학사 학위를, 1915년에 전기공학 석사 학위를 수여받았다. 1917년에 예일 대학교에서 물리학 박사 학위를 수여받았다.
1917년부터 AT&T에 입사하여 연구부(영어: Department of Development and Research)에서 일했다. 1934년에 이는 벨 연구소로 개명되었다.
1954년에 벨 연구소에서 은퇴하였고, 텍사스주로 이사하였다. 1976년 4월 4일에 텍사스주 할링전에서 사망하였다.

## 참고 문헌
- “Harry Nyquist”. 《Physics Today》 29 (6): 64. 1976년 6월. doi:10.1063/1.3023534. 2020년 5월 11일에 원본 문서에서 보존된 문서. 2014년 8월 4일에 확인함.